# Liechtenstein ai Giochi della XIX Olimpiade
Il Liechtenstein partecipò ai Giochi della XIX Olimpiade che si sono svolti a Città del Messico dal 12 al 27 ottobre 1968, con una delegazione di due atleti impegnati tre gare di atletica leggera. Fu la sesta partecipazione del Principato ai Giochi estivi. Non fu conquistata nessuna medaglia.